# Фотофосфорилирование
Фотофосфорили́рование — процесс синтеза АТФ из АДФ за счёт энергии света. Как и в случае окислительного фосфорилирования, энергия света расходуется на создание протонного градиента на мембране тилакоидов или клеточной мембране бактерии, который затем используется АТФ-синтазой. Фотофосфорилирование — очень древняя форма фотосинтеза, которая есть у всех фототрофных эукариот, бактерий и архей. Различают два типа фосфорилирования — циклическое, сопряжённое с циклическим потоком электронов в электрон-транспортной цепи, и нециклическое, сопряжённое с прямым потоком электронов от H2O к НАДФ+ в случае эукариот или другого донора электрона в случае бактерий, например, H2S. Как разновидность нециклического типа выделяют псевдоциклическое фотофосфорилирование, при котором акцептором электронов служит кислород.

## Нециклическое фотофосфорилирование
| H2O | → | Фотосистема II | → | QH2 | → | Цит. b6f | → | Pc | → | Фотосистема I | → | НАДФН |

Нециклическое фотофосфорилирование было открыто Д. Арноном в 1957 году. По сути, это нормальный ход световых реакций фотосинтеза, когда электрон от воды через цепочку мембранных и белковых переносчиков переходит к НАДФ+. Нециклический тип фотофосфорилирования, происходящий при оксигенном фотосинтезе — эволюционно более поздний процесс, который требует совместного действия двух фотосистем. Энергия света, поглощаемая двумя фотосистемами, расходуется на отрыв электронов от воды (фотосистема II, ФСII), а затем (фотосистема I, ФСI) на увеличение его энергии до того состояния, когда он становится способен восстановить ферредоксин и НАДФ+. В ходе этого процесса энергия электрона, полученная им от поглощения фотонов, частично расходуется на перекачку протонов и создание протонного градиента за счёт работы двух протонных помп: цитохром-b6f-комплекса и отчасти фотосистемы II. В результате энергия запасается не только в макроэргических связях АТФ, но и расходуется на создание химического потенциала восстановительных эквивалентов.
Физиологическое значение нециклического фотофосфорилирования определяется его ведущим вкладом в энергетику клетки. Оно не только является основным источником энергии для всех реакций, протекающих в клетке, но и поставляет очень важные метаболиты, в первую очередь, высоковосстановленный ферредоксин и НАДФН, необходимые для фиксации CO2 в углеродных циклах и работы ряда регуляторных систем (ферредоксин-тиоредоксиновая регуляторная система).

## Циклическое фотофосфорилирование
| НАДФН/Ферредоксин | → | ФНР | → | QH2 | → | Цит. b6f | → | Pc | → | Фотосистема I | → | НАДФН |

Циклическое фотофосфорилирование — один из наиболее древних процессов запасания энергии в форме АТФ. При таком режиме фотофосфорилирования электрон движется по циклической цепи переноса электронов, сопряжённой с фотосистемой I. При этом электрон циркулирует по замкнутому пути, а вся энергия расходуется только на синтез АТФ.
При циклическом фотофосфорилировании электрон, перенесённый с фотосистемы I на НАДФН и далее перенесённый с НАДФН на ферредоксин, неким образом перемещается от восстановленного ферредоксина на пул пластохинона. Точный механизм этого процесса не известен. Полагают, что эту реакцию осуществляет особый фермент — ферредоксин-пластохинон-оксидоредуктаза. Затем от пластохинона через цитохром b6f-комплекс и пластоцианин электрон вновь попадает на фотосистему I. При этом происходит закачка протонов в полость тилакоида; когда протоны возвращаются из люмена обратно в строму хлоропласта, они проходят по специальному каналу внутри АТФ-синтазы, что сопровождается синтезом АТФ. В качестве наиболее вероятного кандидата на роль ферредоксин-пластохинон-оксидоредуктазы в последнее время рассматривают ферредоксин-НАДФ+-редуктазу, которая может образовывать комплекс с цитохром-b6f-комплексом. Предполагается, что она может переносить электроны с ферредоксина напрямую на пластохинон, связанный с цитохром-b6f-комплексом через специальный гем cn. Большое количество данных также говорит в пользу образования суперкомплекса из цитохром-b6f-комплекса, фотосистемы I, ферредоксин-НАДФ+-редуктазы и трансмембранного белка PGRL1. Образование и распад такого комплекса, как полагают, переключает режим потока электрона с нециклического на циклический и обратно.
Ещё один фермент, возможно, принимающий участие в этом процессе — это НАДН-дегидрогеназный комплекс хлоропластов, аналогичный НАДH-дегидрогеназному комплексу митохондрий и гомологичный бактериальному комплексу I. Он окисляет ферредоксин и передаёт электроны на пластохинон, предотвращая окислительный стресс. НАДН-дегидрогеназный комплекс хлоропластов образует суперкомплекс по крайней мере с двумя ФСI при помощи белков Lhca5 и Lhca6. Протонный градиент, созданный в результате циклического фотофосфорилирования на мембране тилакоида, используется белками-переносчиками для встраивания в мембрану приходящих из стромы белков.
Циклическое фотофосфорилирование играет важную роль в различных метаболических процессах клетки. Оно служит источником дополнительного снабжения АТФ для восстановления СО2 в цикле Кальвина и ассимиляции ионов NH4+, требующих высокого отношения АТФ/НАДФН, а также источником энергии для анаболических процессов. У группы С4-растений в клетках обкладки проводящего пучка циклическое фотофосфорилирование является единственным источником АТФ. Исследования также показали увеличение активности циклического фотофосфорилирования и его защитную роль в стрессовых условиях (тепловой и солевой стрессы, фотоингибирование).

### Псевдоциклическое фосфорилирование
При очень активном восстановлении пула ферредоксина происходит перенос электронов с ферредоксина на О2 с образованием H2O (так называемая реакция Мелера). Он сходен с циклическим транспортом тем, что в ходе этого процесса не синтезируется НАДФН, а только АТФ. Однако в условиях реакции Мелера соотношение АТФ/АДФ очень велико, так что имеющегося количества АДФ недостаточно для синтеза АТФ, и, как следствие, на мембране тилакоида создаётся очень высокий протонный градиент. В результате реакции происходит образование супероксид-анион-радикала O2-·, который превращается в O2 и H2O2 под воздействием фермента супероксиддисмутазы, а перекись превращается в воду ферментом аскорбатпероксидазой.
Ещё один фермент, участвующий в псевдоциклическом транспорте, — терминальная оксидаза хлоропластов, гомологичная альтернативной оксидазе растительных митохондрий. Она окисляет пул пластохинона с участием кислорода, образуя воду и рассеивая энергию в форме тепла.

## Бактерии и археи
Фотосинтезирующие бактерии способны осуществлять фотофосфорилирование (как циклическое, так и нециклическое), однако у них присутствует только один фотосинтетический реакционный центр, схожий по строению с фотосистемой I или II высших растений. Поскольку такие бактерии не могут использовать воду как неисчерпаемый источник электронов, в процессе бактериального фотосинтеза не выделяется кислород, и такой фотосинтез является аноксигенным. Бактерии, осуществляющие нециклическое фотофосфорилирование, используют в качестве доноров восстановительных эквивалентов (то есть, электронов или атомов водорода) сероводород или другие соединения серы. Исключением являются цианобактерии, которые обладают двумя фотосистемами и способны осуществлять оксигенный фотосинтез подобно водорослям и высшим растениям.

### Пурпурные бактерии
Пурпурные бактерии используют одну фотосистему, схожую по строению с ФСII растений и цианобактерий, но вместо хлорофиллов она несёт бактериохлорофиллы, а первичным акцептором электрона служит бактериофеофитин.
| цит. с2 | → | Фотосистема П680 | → | QH2 | → | Цит. bс | → | цит. с2 |

Единственный тип фотофосфорилирования, доступный этим бактериям, — циклическое фотофосфорилирование. Возбуждённый электрон от главного пигмента П680 поступает на бактериофеофитин, а оттуда на мембранный переносчик — хинон, который поступает в бактериальный цитохром-bc1-комплекс. Отсюда электрон поступает на растворимый переносчик — цитохром с2, который вновь возвращает его к реакционному центру. За счёт работы мембранных комплексов генерируется протонный градиент и может идти синтез АТФ, однако не происходит синтеза восстановительного эквивалента НАДН. Чтобы их синтезировать, необходимо использовать или молекулярный водород, или сероводород, которые могут напрямую восстановить НАД+. Для этих же целей часто используется окисление присутствующих в среде органических веществ. Кроме того, возможен обратный перенос электронов на ферредоксин с затратой АТФ, который идёт с уровня FeS-белка цитохром-bc1-комплекса.

### Зелёные серобактерии и гелиобактерии
Зелёные серобактерии подразделяются на серных и несерных зелёных бактерий. Они используют реакционный центр схожий с ФСI растений, в котором первичным акцептором электрона является бактериохлорофилл. Им свойственна следующая схема фотосинтеза:
| H2S, S0, S2O32- | → | Фотосистема П840 | → | ферредоксин | → | НАДФН |

| ферредоксин | → | менахинон | → | Цит. bс | → | цитохром с553 | → | Фотосистема П840 | → | ферредоксин |

Из схемы видно, что восстановительные эквиваленты могут синтезироваться путём простого нециклического переноса от ферредоксина, если в системе есть внешние доноры электронов (H2S, S0, S2O32- и др.). Электроны поступают в цепь через восстановление менахинона или цитохрома с553. Однако нециклический поток электронов не вносит вклад в синтез АТФ, так как реакционный центр типа фотосистемы I не перекачивает протоны. Таким образом, зелёные серобактерии обладают только циклическим фотофосфорилированием, в которое вовлечён цитохром-bc1-комплекс. Любопытно, что по своей схеме циклическое фотофосфорилирование этих организмов очень схоже с таковым у высших растений и включает перенос электрона с ферредоксина на мембранный переносчик менахинон. Вышеописанная принципиальная схема фотосинтеза характерна для ещё одной группы фототрофных организмов — гелиобактерий. В отличие от зелёных серобактерий, гелиобактерии в качестве донора электронов испоьзуют только органические вещества (например, пируват).

### Галоархеи
Особый случай фотофосфорилирования представляет собой фотофосфорилирование галоархей, которые создают протонный градиент на основе энергии света без использования типичных фотосистем или электрон-транспортных цепей. Вместо этого в их мембранах присутствует специальный белок — бактериородопсин, который в качестве кофактора несёт ковалентно связанный ретиналь. Поглотив фотон, ретиналь переходит из транс- в 13-цис-форму. При этом он изгибается и переносит протон с одного конца белка на другой. Далее ретиналь разгибается и возвращается в начальное положение, но уже без протона.